# Interconnexion du Québec

Localisation de l'interconnexion du Québec (en bleu)

L'interconnexion du Québec est l'un des quatre réseaux régionaux de transport de l'électricité en Amérique du Nord.

## Description
L'interconnexion comprend l'ensemble du territoire du Québec. Elle est reliée à l'interconnexion de l'Est en 19 endroits, dont plusieurs interconnexions tête-bêche à courant continu. Les autres réseaux régionaux nord-américains sont le réseau ERCOT, au Texas, et l'interconnexion de l'Ouest.
Depuis 2007, la direction Contrôle des mouvements d'énergie (CMÉ) de la division TransÉnergie d'Hydro-Québec coordonne la fiabilité de l'ensemble des réseaux électriques sur le territoire du Québec, en vertu d'une entente bilatérale entre la Régie de l'énergie du Québec la Federal Energy Regulatory Commission des États-Unis. Elle applique les normes de l'organisme responsable de la fiabilité du réseau électrique nord-américain, le North American Electric Reliability Corporation (NERC), celles du conseil de coordination des réseaux du nord-est du continent, le Northeast Power Coordinating Council, en plus de normes supplémentaires, spécifiques aux conditions particulières d'exploitation du réseau québécois.
L'interconnexion du Québec est constituée de 33 058 km de lignes à haute tension, dont 11 422 km à 765 et 735 kV et compte 510 postes de transformation. Le réseau québécois a la particularité d'être organisé autour de grands axes à très haute tension (735 kV ou ±450 kV c.c.) qui relient les centres de production éloignés de la Côte-Nord, du Nord-du-Québec ou du Labrador, aux grands centres de consommation de Québec et Montréal. Par exemple, le poste Radisson, situé près du complexe La Grande, achemine la production des centrales nordiques vers Nicolet et la région de Montréal, à plus de 1 200 km au sud.
En raison de ses particularités, le réseau de transport d'électricité québécois fonctionne de manière asynchrone avec ses voisins. Même si le courant alternatif utilise la même fréquence au Québec que dans le reste de l'Amérique du Nord (60 hertz), il n'est pas en phase avec le reste du continent.
L'interconnexion du Québec est reliée aux réseaux voisins du Canada et des États-Unis en 19 points, qui ont une capacité maximale de 9 575 MW en importation et de 7 100 MW en exportation.